# (3246) Bidstrup
(3246) Bidstrup (1976 GQ3; 1971 MF; 1982 JE4) ist ein ungefähr 22 Kilometer großer Asteroid des äußeren Hauptgürtels, der am 1. April 1976 vom russischen (damals sowjetischen) Astronomen Nikolai Stepanowitsch Tschernych am Krim-Observatorium (Zweigstelle Nautschnyj) auf der Halbinsel Krim (IAU-Code 095) entdeckt wurde.

## Benennung
(3246) Bidstrup wurde nach dem dänischen Karikaturisten Herluf Bidstrup (1912–1988) benannt.